# Fuli (Hualien)
Fuli (chinesisch 富里鄉, Pinyin Fùlǐ Xiāng) ist eine Landgemeinde im Landkreis Hualien in der Republik China (Taiwan).

## Lage und Geographie
Fuli liegt im mittleren Abschnitt des Huatung-Tals, eines langgestreckten Tals, das sich parallel zur Ostküste der Insel Taiwan erstreckt. Die westliche Begrenzung bildet das Massiv des Zentralgebirges und die östliche Begrenzung wird vom Haian-Gebirge formiert. Am Westrand fließt in Süd-Nord-Richtung der Fluss Xiuguluan, der aus mehreren Zuflüssen aus dem Zentralgebirge gespeist wird. Das Gemeindegebiet hat eine ungefähr rechteckige Form mit einer Kantenlänge von 22 × 7 Kilometern. Die angrenzenden Gemeinden sind Yuli im Norden, Zhuoxi im Westen, Changbin und Chenggong im Osten, sowie Donghe und Chishang im Süden. Die vier zuletzt genannten liegen im südlich benachbarten Landkreis Taitung. Das Klima ist tropisch-regenreich und vom Monsun geprägt.

## Geschichte
Die Ureinwohner Fulis waren austronesische indigen-taiwanische Völker der Ebenen (‚Pingpu‘). Obwohl die Insel Taiwan schon seit Ende des 17. Jahrhunderts zum Kaiserreich China der Qing-Dynastie gehörte, erfolgte erst in der zweiten Hälfte des 19. Jahrhunderts zur Regierungszeit Kaiser Guangxus eine nennenswerte Einwanderung von Han-Chinesen in das Gebiet des späteren Fuli. Hauptsächlich handelte es sich um Angehörige der Hakka-Volksgruppe. Die Zuwanderung aus dem Westen Taiwans verstärkte sich während der Zeit der japanischen Herrschaft (1895–1945). Die Bevölkerung Fulis erreichte im Jahr 1967 mit mehr als 27.000 Einwohnern ein Maximum, nahm jedoch in den folgenden Jahrzehnten durch verstärkte Abwanderung wieder kontinuierlich ab.

## Bevölkerung
Ende 2017 gehörten 1697 Personen (etwa 16 %) den indigenen Völkern (meist Amis) an. Hakka sind ebenfalls überproportional stark vertreten.
| Gliederung von Fuli |
| a: Mingli 明里村 b: Fuli 富里村 c: Shipai 石牌村 d: Xuetian 學田村 Wujiang 吳江村 Fengnan 豐南村 Dongli 東里村 Wanning 萬寧村 Xinxing 新興村 Zhutian 竹田村 Yongfeng 永豐村 Luoshan 羅山村 Funan 富南村 a b c d |

## Administrative Gliederung
Fuli ist in 13 Dörfer (村) untergliedert: Mingli (明里村), Fuli (富里村), Shipai (石牌村), Xuetian (學田村), Wujiang (吳江村), Fengnan (豐南村), Dongli (東里村), Wanning (萬寧村), Xinxing (新興村), Zhutian (竹田村), Yongfeng (永豐村), Luoshan (羅山村), Funan (富南村).

## Wirtschaft
Dominierender Erwerbszweig ist die Landwirtschaft. Angebaut werden vorrangig Reis, Shiitake-Pilze, Zitronen-Taglilien (Hemerocallis citrina, eine Blume, deren Blütenknospen – 金针,  Jīnzhēn, „Goldnadeln“ – als Gemüse verzehrt werden, auf 300 ha), Pflaumen und Pomelos. Bekannt ist auch die Zucht von Berghühnern.

## Verkehr
Hauptverkehrsadern sind die am Westrand des Huatung-Tals in Nord-Süd-Richtung verlaufende Provinzstraße 9 und die dazu parallel verlaufende Taitung-Linie der Taiwanischen Eisenbahn. Im südlichen Abschnitt zweigt die Provinzstraße 23 und im nördlichen Abschnitt die Provinzstraße 30 nach Westen ab.
Die Eisenbahn hat drei Haltebahnhöfe in Fuli: Dongli, Dongzhu und Fuli.

## Sehenswürdigkeiten, Tourismus
Als kulturelle Sehenswürdigkeiten gelten einzelne Fundstellen der neolithischen sogenannten Kirin-Kultur, die
alte presbyterianische Kirche aus dem Jahr 1876 im Dorf Fuli (富里基督長老教會), der Dijun-Tempel (帝君廟) sowie historische Gebäude aus der Zeit des Tabakanbaus zur japanischen Zeit im Dorf Mingli. Natursehenswürdigkeiten sind der Liushishishan („Sechzig-Steine-Berg“, 六十石山) im Dorf Zhutian und der Luoshan-Wasserfall (羅山瀑布).

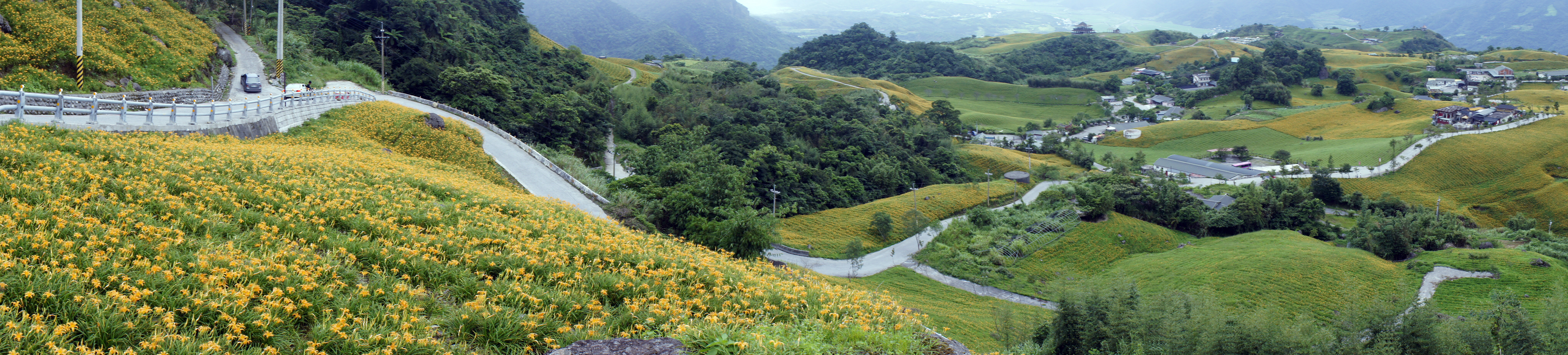
Landschaft in Fuli mit Taglilien-Feld im Vordergrund